# Верхососенье Центральное
Верхососенье Центральное — деревня в Покровском районе Орловской области России.
Входит в состав Верхососенского сельского поселения.

## География
Расположена южнее деревень Верхососенье Первая Часть и Верхососенье Вторая Часть, на месте слияния рек Сосна и Топки.

### Улицы
| - ул. Ломатовская - ул. Маховская - ул. Покровская - ул. Царский проезд | - пер. 65 лет Победы - пер. Подкамень - пер. Прудовищенский |

## Население
| 2010 |
| ---- |
| 49   |